# سميح حمودة
سميح حمودة (1960-2019) هو باحث وأكاديمي فلسطيني من مواليد بيت لحم، حصل على شهادة البكالوريوس في العلوم السياسية من جامعة بيرزيت، والماجستير من جامعة جنوب فلوريدا في العلوم السياسية وعلوم الإنسان. انضم عام 1979 للتيار الإسلامي وحركة الجهاد، له العديد من الكتب والدراسات المتعلقة بالقضية الفلسطينية والحركات الإسلامية الفلسطينية، وتاريخ فلسطين في عهد الإنتداب.
توفي في 25 مايو 2019 بعد صراع مع مرض سرطان الكبد.

## سيرته
ولد سميح طه حمودة في محافظة بيت لحم لعائلة هجرت من مدينة لفتا بسبب نكبة عام 1948. سافر إلى الولايات المتحدة الأمريكية لإستكمال دراسته وأسس في ذلك الوقت بالتعاون مع رمضان شلح وسامي العريان جامع عز الدين القسام في ولاية فلوريدا الذي كان يقدم خدمات للمسلمين. تعرض للملاحقة ثم الاعتقال لمدة خمس سنوات في السجون الأمريكية بسبب مواقفه الوطنية ودعمه للمقاومة في فلسطين، وأُبعد بعد ذلك ضمن ما عرف بقضية سامي العريان.وعاد بعدها إلى رام الله عام 2006 وعمل أستاذاً في جامعة بيرزيت في التاريخ والعلوم السياسية.
عمل في جمعية الدراسات العربية بالقدس خلال الفترة (1985– 1992) ثم في مركز دراسات الإسلام والعالم في تامبا بولاية فلوريدا خلال الفترة (1992– 1995).
وكان مديراً لتحرير دورية حوليات القدس الصادرة عن مؤسسة الدراسات الفلسطينية قبل توقفها في آب 2015، وأشرف على تأسيس أرشيف بلدية رام الله والأرشيف الرقمي لمؤسسة الدراسات الفلسطينية وجامعة بيرزيت.

## إصداراته
ألف ونشر حمودة العديد من الكتب والمقالات في المجلات العربية منها:
- كتاب الإيمان والوعي والثورة الذي وثق سيرة المجاهد عزالدين القسام، الصادر عام 1985.
- كتاب صوت من القدس: المجاهد داود صالح الحسيني من خلال مذكراته وأوراقه الصادر عن دار الفكر في رام الله عام 2008.
- كتاب رام الله العثمانية (دراسته في تاريخها الاجتماعي 1517– 1918) الصادر عن مؤسسة الدراسات الفلسطينية عام 2017.

ومن أبرز محاضراته:
- مصادر جديدة حول الثورة المضادة في فلسطين (1936-1939) عام 2009.
- ندوة البحث عن فلسطين: ثغرات وآفاق بحثية عام 2010.
- الواقع الأرشيفي في الجليل والمثلث والنقب: المصادر، الإتجاهات البحثية وآليات التعاون والتكامل عام 2012.
- قراءة في ثورة (1936- 1939) بناءً على وثائق جديدة عام 2014.